# Franz Hübner (Geistlicher)

Franz Hübner

Gottfried Friedrich Franz Hübner (* 17. Juli 1840 in Coswig, Deutschland; † 27. Juni 1914 ebenda) war ein Missionar und Bischof der frühen Neuapostolischen Kirche.

## Biographie
Im Jahre 1859 ging der Korbmacher auf Wanderschaft. Sein Ziel war der Hamburger Hafen mit Zwischenstation Magdeburg. In einer Herberge in Magdeburg hatte er einen seltsamen Traum. Er träumte, er befände sich in einem fremden Land als Missionar und predigte das Evangelium. Dieser Traum beschäftigte ihn, dass er das Verlangen weckte als Missionar arbeiten zu wollen. Ein Jahr später lernte er in Hamburg einen Schneidergesellen kennen, der ihm erzählte, dass es wieder Apostel gäbe und lud ihn zu einem Gottesdienst in die Katholisch-Apostolische Kirche ein. 1862 wurde er durch die Heilige Versiegelung in die Kirche aufgenommen und diente seitdem als Unterdiakon in Hamburg. Dann verwirklichte sich sein Traum und Franz Hübner wurde als Missionar nach Holland geschickt und diente dort unter dem Apostel Friedrich Wilhelm Schwarz. Gemeinsam mit zwei weiteren Sendungsevangelisten gründeten sie 1863 in Holland unter dem Namen Hersteld Apostolische Zendingkerk mehrere Gemeinden.
1866 kam Hübner nach Coswig zurück und gründete dort eine Korbmacherwerkstatt. Er verbreitete in seiner Heimatstadt seinen neuen Glauben und in privaten Räumen fanden 1868 erste Versammlungen und Bibelstunden statt. 1881 wurde in Coswig dank seiner Arbeit eine Neuapostolische Gemeinde offiziell gegründet. 1885 wurde die erste gemeindeeigene Kapelle Mitteldeutschlands unter seiner Anleitung errichtet. Der Glaube verbreitete sich in dieser Region, so dass wenige Jahre später der Kirchenbezirk Coswig mit über 10 neu gegründeten Gemeinden unter der Obhut Hübners entstand. 1911 wurde der nunmehr Bischof Hübner in den Ruhestand gesetzt. Nach einem Sturz starb Hübner 1914.